# Гепзіба (Західна Вірджинія)
Гепзіба (англ. Hepzibah) — переписна місцевість (CDP) в США, в окрузі Гаррісон штату Західна Вірджинія. Населення — 387 осіб (2020).

## Географія
Гепзіба розташована за координатами 39°19′51″ пн. ш. 80°20′3″ зх. д. / 39.33083° пн. ш. 80.33417° зх. д. (39.330855, -80.334028).  За даними Бюро перепису населення США в 2010 році переписна місцевість мала площу 2,39 км², уся площа — суходіл.

## Демографія
Згідно з переписом 2010 року, у переписній місцевості мешкало 566 осіб у 222 домогосподарствах у складі 157 родин. Густота населення становила 237 осіб/км².  Було 249 помешкань (104/км²).
Расовий склад населення:
| - 96,8 % — білих - 1,6 % — чорних або афроамериканців - 0,2 % — корінних американців |

До двох чи більше рас належало 1,4 %. Частка іспаномовних становила 1,1 % від усіх жителів.
За віковим діапазоном населення розподілялося таким чином: 22,4 % — особи молодші 18 років, 60,3 % — особи у віці 18—64 років, 17,3 % — особи у віці 65 років та старші. Медіана віку мешканця становила 41,7 року. На 100 осіб жіночої статі у переписній місцевості припадало 93,8 чоловіків;  на 100 жінок у віці від 18 років та старших — 89,2 чоловіків також старших 18 років.
Середній дохід на одне домашнє господарство  становив 61 340 доларів США (медіана — 63 214), а середній дохід на одну сім'ю — 70 297 доларів (медіана — 65 809). За межею бідності перебувало 9,4 % осіб, у тому числі 0,0 % дітей у віці до 18 років та 32,8 % осіб у віці 65 років та старших.
Цивільне працевлаштоване населення становило 328 осіб. Основні галузі зайнятості: виробництво — 22,3 %, освіта, охорона здоров'я та соціальна допомога — 15,9 %, сільське господарство, лісництво, риболовля — 11,0 %, публічна адміністрація — 8,5 %.